# Пилинский, Владимир Брониславович
Владимир Брониславович Пилинский (1911—1991) — советский военный инженер, генерал-майор инженерных войск. В начале 1950-х годов — начальник инженерных войск Польской Народной армии.

## Биография
Родился 13 июля 1911 года в поселке Полесское (ныне покинутый пгт в Киевской области Украины. До призыва в армию работал на заводе имени Артема в Киеве.
В РККА с 1932 года.
В середине 1930-х годов Окончил Киевское военное училище имени С. С. Каменева.
Участвовал в советско-финской войне 1939—1940 годов.
В Великой Отечественной войне участвовал в боях в должности начальника штаба 3-й понтонно-мостовой Проскуровской Краснознаменной орденов Богдана Хмельницкого и Красной Звезды бригады РКГ (командир бригады полковник Соколов Николай Васильевич) на Ленинградском и 1-м Украинском фронтах.
На Ленинградском фронте бригада провела паромные переправы через реку Нева в районе Шлиссельбурга, а 3 понтонных моста обеспечили бесперебойное оснащение войск. Разминировала 8,5 км береговой полосы реки Нева, обезвредив более 3-х тысяч мин, построила по болоту 10 км дорог. На 1-м Украинском фронте бригада принимала участие в Киевской и других операциях. За период войны бригада построила и навела через реки Нева, Днепр, Днестр, Висла, Одер, Эльба, Дунай и другие около 100 мостов общей протяженностью более 20 тысяч погонных метров
С 1944 по 1956 год находился в командировке — в Войске Польском. Руководил инженерными войсками. Принимал участие в разминировании, восстановлены и строительстве мостов и дорог в ПНС. Сначала был начальником инженерных войск Приморского военного округа (ПНС), позже Начальник инженерных войск — Войска Польского.
Окончил академию Генерального штаба в 1957 году.
После демобилизации из армии — председатель комиссии Киевской секции Советского комитета ветеранов войны по связи с зарубежными ветеранскими организациями. Занимался активной общественной работой.

## Награды и почетные звания
Награждён двумя орденами Красного Знамени, орденом Отечественной войны І степени, Отечественной войны II степени, двумя орденами Красной Звезды, медалью «За боевые заслуги» и ещё 14-ю медалями СССР, 6-ю орденами ПНС, орденом ЧССР.
В 1982 году удостоен звания почётного гражданина города Влоцлавек (Польша).